# Mount Sinai Health System
Mount Sinai Health System är en amerikansk ideell förening som ägde och drev bland annat åtta sjukhus i delstaten New York, sju i New York City och en på Long Island, för år 2024. Den har religiösa anknytningar till judendomen.

## Historik
Den ideella sjukvårdsföreningen bildades 2013 när Continuum Health Partners och Mount Sinai Medical Center fusionerades med varandra. Det resulterade i att Mount Sinai blev staden New Yorks största sjukhusnätverk utanför det offentligt ägda NYC Health + Hospitals.